# Tellervo malayensis
Tellervo malayensis är en fjärilsart som beskrevs av Hans Fruhstorfer. Tellervo malayensis ingår i släktet Tellervo och familjen praktfjärilar. Inga underarter finns listade i Catalogue of Life.